# 日テレ系人気番組 春秋のコラボSP!
『日テレ系人気番組 春秋のコラボSP!』（にっテレけいにんきばんぐみ はるあきのコラボスペシャル）は、2021年4月・10月の第1日曜日19:00 - 22:54（JST）と2022年9月の第4・2023年4月の第1・同年10月の第3土曜日 19:00  - 21:54に日本テレビ系列で放送されているバラエティ番組。
2020年秋まで放送されていた同趣旨の番組『日テレ系人気番組No.1決定戦』と2022年春に放送された『日テレ系 春の特別授業SP』の後継番組である。

## 概要
日本テレビ系列で放送されている人気番組・新番組・特別番組などがコラボをする特別番組。正式番組タイトルは、前番組同様『スーパークイズスペシャル』で用いていたように、コラボブロックや独立ブロックのメインとなる番組名の一部分をドラマ番組を除いて繋げたものである。
番組対抗スペシャルとして1990年春から1999年秋まで放送された『スーパークイズスペシャル』、2007年秋から2012年秋まで放送された『日テレ系人気番組が大集合!世界一受けたい授業』、2013年春から2020年秋まで放送された『日テレ系人気番組No.1決定戦』（以下、前番組）の後継番組である。
前番組では、『ザ!鉄腕!DASH!!』・『世界の果てまでイッテQ!』・『行列のできる法律相談所』・『しゃべくり007』の以上4番組が、その番組をメインとした各ブロックごとに他番組出演者が大勢揃う中でNo.1番組を決定していた。それに対して当番組では、メインとなるのが2 - 3番組ずつのコラボという形で放送されるブロックや、前番組ではメインを張らなかった番組による独立したブロック（2021年春では『有吉ゼミ』、2021年春・秋では『ヒルナンデス!』が該当）が設置される。各ブロックの時間は前番組の60分枠ずつの4部制から、20 - 60分枠のブロックを交互に放送する5 - 6部制に替わり、No.1の番組を決定する要素は廃止されているが、一部のブロックでは番組もしくは出演者の優勝を決めているブロックもある。
なお、特番には系列局である読売テレビ・中京テレビ制作番組も参加しているが、制作自体は前番組同様日本テレビ単独となっている。
当番組は、一旦2021年のみの放送となった。2022年春は、2012年までの日テレ系番組対抗特番のベース番組であった『世界一受けたい授業』を再びベースとし、『日テレ系 春の特別授業SP』が放送された。
そして2022年秋、1年ぶりに番組が復活した。放送曜日が土曜日になり、『嗚呼!!みんなの動物園』・『世界一受けたい授業』・『1億3000万人のSHOWチャンネル』の3番組がベースを担当、放送時間も4時間から3時間に変更された。同時に冬と夏は『クイズ!国民一斉調査』が放送される。
2023年春・秋は、当番組に加え『生デミー賞』が放送された。
2024年3月に『世界一受けたい授業』『1億3000万人のSHOWチャンネル』が終了。
2024年春秋は放送曜日を水曜日、放送時間を2時間に変更した上で、メインとする番組を置かない、新たな番組が制作された。
春は日テレ系の番組対抗スペシャルでは初となる生放送形式の『スター生チャレGP』を、秋は『日テレ系クイズフェティバル2024秋 豪華芸能人が平成の名物クイズに挑戦SP』を、それぞれ放送。
また水曜日に移ったことにより、2007年秋から16年半の間、メイン番組があり出演し続けていたくりぃむしちゅーが裏番組の放送時間と重なり出演が困難になった。

## タイムテーブル

### 2021年春
（この項目の出典）
2021年4月4日放送。
正式タイトルは、『DASHでイッテQ!行列のできるしゃべくり!突破でケンミンSHOWにゼミナンデス!ニノさんは小学5年生より賢いの!? 日テレ系人気番組 春のコラボSP!』。視聴率は11.1%。
- 19:00頃 - 『ザ!鉄腕!DASH!!×日曜ドラマ「ネメシス」×水曜ドラマ「恋はDeepに」』
  - 『鉄腕!DASH!!』で行われている新宿DASHを舞台に新ドラマとコラボ。日曜ドラマ『ネメシス』から広瀬すず・櫻井翔、水曜ドラマ『恋はDeepに』から石原さとみ・綾野剛が登場。それぞれのドラマの設定にちなんだ、コラボ料理を手作りする「人脈食堂」を放送した。
- 19:40頃 - 『超激辛チャレンジグルメ』[注 3]
  - 『有吉ゼミ』の人気コーナー「激辛チャレンジグルメ」に『有吉ゼミ』ワタリ119、『ぐるぐるナインティナイン』増田貴久、『ZIP!』濱家隆一、『ズームイン!!サタデー』望月理恵が挑戦した。
- 20:00頃 - 『世界の果てまでイッテQ!×THE突破ファイル』
  - 『イッテQ!』メンバーが『突破ファイル』のコーナー「アメリカンポリス」に出演。『イッテQ』のコーナー「QTube」のコラボ企画も行った。
- 20:40頃 - 『日テレ系生番組 映像大賞ナンデス!』
  - 日本テレビアナウンサー陣が『ヒルナンデス!』のスタジオに集合。生放送番組で起こった思いもよらぬ爆笑＆びっくりハプニングを放送した。
- 21:00頃 - 『行列のできる法律相談所×秘密のケンミンSHOW極×クイズ!あなたは小学5年生より賢いの?』[注 1]
  - 『行列』のスタジオで『ケンミンSHOW』とコラボし、東日本（極楽とんぼ・加藤浩次、佐藤隆太ほか）vs西日本（菅田将暉、有村架純ほか）を放送。加えて、『行列』メンバーから東野幸治・後藤輝基（フットボールアワー）・滝沢カレンが『小5クイズ』に出張参戦した。
- 22:00頃 - 『しゃべくり007×ニノさん』
  - 『しゃべくり007』のスタジオに『ニノさん』軍団が出演。番組愛が強いのはどちらの番組かをテーマにトークを展開した。

### 2021年秋
（この項目の出典。）
2021年10月3日放送。
正式タイトルは、『DASHでイッテQ!行列のできるしゃべくり!笑点も仰天もSHOWチャンネルも!日テレ系人気番組 秋のコラボSPナンデス!』。
- 19:00頃 - 『ザ!鉄腕!DASH!!×笑点×水曜ドラマ「恋です!〜ヤンキー君と白杖ガール〜」』
  - 秋鮭や近江牛の豪華秋グルメをかけた、鉄腕DASHチームと笑点メンバーの大喜利対決。座布団運びは山田隆夫、杉咲花。
- 19:35頃 - 『世界の果てまでイッテQ!×土曜ドラマ「二月の勝者-絶対合格の教室-」』
  - 宮川大輔のニッポンお祭り道中に柳楽優弥が参戦し、スタジオでは金メダリスト軍団および『それって!?実際どうなの課』チームが“人間カーリング”に挑戦。「Qtube」には亀梨和也・チョコレートプラネットと千鳥・かまいたちが参加。
- 20:35頃 - 『日テレ系生番組 映像大賞ナンデス!』
  - 日テレアナウンサー陣が『ヒルナンデス!』のスタジオに今回も集合し、『スッキリ』の天の声の進行で、生番組ならではの爆笑ハプニング映像を放送。尚、同企画はかつて同局で放送していた『日テレ系ハプニングSP』と『ニュースの女王決定戦』の『爆笑NG集』を継承している。
- 21:15頃 - 『行列のできる相談所×ザ!世界仰天ニュース×日曜ドラマ「真犯人フラグ」』
  - 笑福亭鶴瓶[8]vs東野幸治で、最強の変人はどちらかを決定する。芸能界を代表する2人の“変人エピソード”の証言を人気芸能人達から集め、審査員長の西島秀俊が最終ジャッジをする。
- 22:15頃 - 『しゃべくり007×1億3000万人のSHOWチャンネル』
  - 櫻井翔・羽鳥慎一・小峠英二・長州力・武藤敬司の『SHOWチャンネル』チームと、『しゃべくり007』メンバーが対決。開会宣言&審査委員長は村方乃々佳。

### 2022年秋
（この項目の出典。）
2022年9月24日放送。
正式タイトルは、『動物も授業もSHOWチャンネルも!オモウマから夜ふかしイッテQ!まで日テレ系人気番組 秋のコラボSPナンデス!』。
- 19:00頃 -『嗚呼!!みんなの動物園×ヒューマングルメンタリー オモウマい店』

- 20:00頃 -『世界一受けたい授業×月曜から夜ふかし』

- 21:00頃-『1億3000万人のSHOWチャンネル×有吉ゼミ』

### 2023年春
（この項目の出典）
2023年4月1日放送。
正式タイトルは、『日テレ系人気番組 春のコラボSP～動物の日～』。
- 19:00頃 -『嗚呼!!みんなの動物園×ヒューマングルメンタリー オモウマい店』

- 20:00頃 -『世界一受けたい授業×秘密のケンミンSHOW極』

- 21:00頃-『1億3000万人のSHOWチャンネル×世界の果てまでイッテQ!』

### 2023年秋
（この項目の出典）
2023年10月14日放送。
正式タイトルは、『日テレ系人気番組 秋の3時間コラボSP』。
- 19:00頃 -『嗚呼!!みんなの動物園×満天☆青空レストラン×世界一受けたい授業』

- 20:00頃 -『世界一受けたい授業×クイズ!あなたは小学5年生より賢いの?』

- 21:00頃-『1億3000万人のSHOWチャンネル×上田と女が吠える夜×秋の新ドラマ』

## 参加番組
五十音順に配列。

※放送回によって番組タイトルが表記や改題される場合あり。

## 出演者
五十音順に配列。

※一部番組出演者は、VTRのみ出演の場合あり。

## ネット局

### 2021年
| 放送対象地域   | 放送局                    | 系列                                         | 放送時間 毎年4・10月 第1日曜日 | ネット状況 |
| -------------- | ------------------------- | -------------------------------------------- | ------------------------------ | ---------- |
| 関東広域圏     | 日本テレビ（NTV）         | 日本テレビ系列                               | 19:00 - 22:54                  | 制作局     |
| 北海道         | 札幌テレビ（STV）         | 日本テレビ系列                               | 19:00 - 22:54                  | 同時ネット |
| 青森県         | 青森放送（RAB）           | 日本テレビ系列                               | 19:00 - 22:54                  | 同時ネット |
| 岩手県         | テレビ岩手（TVI）         | 日本テレビ系列                               | 19:00 - 22:54                  | 同時ネット |
| 宮城県         | ミヤギテレビ（MMT）       | 日本テレビ系列                               | 19:00 - 22:54                  | 同時ネット |
| 秋田県         | 秋田放送（ABS）           | 日本テレビ系列                               | 19:00 - 22:54                  | 同時ネット |
| 山形県         | 山形放送（YBC）           | 日本テレビ系列                               | 19:00 - 22:54                  | 同時ネット |
| 福島県         | 福島中央テレビ（FCT）     | 日本テレビ系列                               | 19:00 - 22:54                  | 同時ネット |
| 山梨県         | 山梨放送（YBS）           | 日本テレビ系列                               | 19:00 - 22:54                  | 同時ネット |
| 新潟県         | テレビ新潟（TeNY）        | 日本テレビ系列                               | 19:00 - 22:54                  | 同時ネット |
| 長野県         | テレビ信州（TSB）         | 日本テレビ系列                               | 19:00 - 22:54                  | 同時ネット |
| 静岡県         | 静岡第一テレビ（SDT）     | 日本テレビ系列                               | 19:00 - 22:54                  | 同時ネット |
| 富山県         | 北日本放送（KNB）         | 日本テレビ系列                               | 19:00 - 22:54                  | 同時ネット |
| 石川県         | テレビ金沢（KTK）         | 日本テレビ系列                               | 19:00 - 22:54                  | 同時ネット |
| 福井県         | 福井放送（FBC）           | 日本テレビ系列                               | 19:00 - 22:54                  | 同時ネット |
| 中京広域圏     | 中京テレビ（CTV）         | 日本テレビ系列                               | 19:00 - 22:54                  | 同時ネット |
| 近畿広域圏     | 読売テレビ（ytv）         | 日本テレビ系列                               | 19:00 - 22:54                  | 同時ネット |
| 鳥取県・島根県 | 日本海テレビ（NKT）       | 日本テレビ系列                               | 19:00 - 22:54                  | 同時ネット |
| 広島県         | 広島テレビ（HTV）         | 日本テレビ系列                               | 19:00 - 22:54                  | 同時ネット |
| 山口県         | 山口放送（KRY）           | 日本テレビ系列                               | 19:00 - 22:54                  | 同時ネット |
| 徳島県         | 四国放送（JRT）           | 日本テレビ系列                               | 19:00 - 22:54                  | 同時ネット |
| 香川県・岡山県 | 西日本放送（RNC）         | 日本テレビ系列                               | 19:00 - 22:54                  | 同時ネット |
| 愛媛県         | 南海放送（RNB）           | 日本テレビ系列                               | 19:00 - 22:54                  | 同時ネット |
| 高知県         | 高知放送（RKC）           | 日本テレビ系列                               | 19:00 - 22:54                  | 同時ネット |
| 福岡県         | 福岡放送（FBS）           | 日本テレビ系列                               | 19:00 - 22:54                  | 同時ネット |
| 長崎県         | 長崎国際テレビ（NIB）     | 日本テレビ系列                               | 19:00 - 22:54                  | 同時ネット |
| 熊本県         | くまもと県民テレビ（KKT） | 日本テレビ系列                               | 19:00 - 22:54                  | 同時ネット |
| 大分県         | テレビ大分（TOS）         | 日本テレビ系列 フジテレビ系列                | 19:00 - 22:54                  | 同時ネット |
| 宮崎県         | テレビ宮崎（UMK）         | フジテレビ系列 日本テレビ系列 テレビ朝日系列 | 19:00 - 22:54                  | 同時ネット |
| 鹿児島県       | 鹿児島読売テレビ（KYT）   | 日本テレビ系列                               | 19:00 - 22:54                  | 同時ネット |

### 2022年秋 - 現在
| 放送対象地域   | 放送局                    | 系列                          | 放送時間      | ネット状況 |
| -------------- | ------------------------- | ----------------------------- | ------------- | ---------- |
| 関東広域圏     | 日本テレビ（NTV）         | 日本テレビ系列                | 19:00 - 21:54 | 制作局     |
| 北海道         | 札幌テレビ（STV）         | 日本テレビ系列                | 19:00 - 21:54 | 同時ネット |
| 青森県         | 青森放送（RAB）           | 日本テレビ系列                | 19:00 - 21:54 | 同時ネット |
| 岩手県         | テレビ岩手（TVI）         | 日本テレビ系列                | 19:00 - 21:54 | 同時ネット |
| 宮城県         | ミヤギテレビ（MMT）       | 日本テレビ系列                | 19:00 - 21:54 | 同時ネット |
| 秋田県         | 秋田放送（ABS）           | 日本テレビ系列                | 19:00 - 21:54 | 同時ネット |
| 山形県         | 山形放送（YBC）           | 日本テレビ系列                | 19:00 - 21:54 | 同時ネット |
| 福島県         | 福島中央テレビ（FCT）     | 日本テレビ系列                | 19:00 - 21:54 | 同時ネット |
| 山梨県         | 山梨放送（YBS）           | 日本テレビ系列                | 19:00 - 21:54 | 同時ネット |
| 新潟県         | テレビ新潟（TeNY）        | 日本テレビ系列                | 19:00 - 21:54 | 同時ネット |
| 長野県         | テレビ信州（TSB）         | 日本テレビ系列                | 19:00 - 21:54 | 同時ネット |
| 静岡県         | 静岡第一テレビ（SDT）     | 日本テレビ系列                | 19:00 - 21:54 | 同時ネット |
| 富山県         | 北日本放送（KNB）         | 日本テレビ系列                | 19:00 - 21:54 | 同時ネット |
| 石川県         | テレビ金沢（KTK）         | 日本テレビ系列                | 19:00 - 21:54 | 同時ネット |
| 福井県         | 福井放送（FBC）           | 日本テレビ系列                | 19:00 - 21:54 | 同時ネット |
| 中京広域圏     | 中京テレビ（CTV）         | 日本テレビ系列                | 19:00 - 21:54 | 同時ネット |
| 近畿広域圏     | 読売テレビ（ytv）         | 日本テレビ系列                | 19:00 - 21:54 | 同時ネット |
| 鳥取県・島根県 | 日本海テレビ（NKT）       | 日本テレビ系列                | 19:00 - 21:54 | 同時ネット |
| 広島県         | 広島テレビ（HTV）         | 日本テレビ系列                | 19:00 - 21:54 | 同時ネット |
| 山口県         | 山口放送（KRY）           | 日本テレビ系列                | 19:00 - 21:54 | 同時ネット |
| 徳島県         | 四国放送（JRT）           | 日本テレビ系列                | 19:00 - 21:54 | 同時ネット |
| 香川県・岡山県 | 西日本放送（RNC）         | 日本テレビ系列                | 19:00 - 21:54 | 同時ネット |
| 愛媛県         | 南海放送（RNB）           | 日本テレビ系列                | 19:00 - 21:54 | 同時ネット |
| 高知県         | 高知放送（RKC）           | 日本テレビ系列                | 19:00 - 21:54 | 同時ネット |
| 福岡県         | 福岡放送（FBS）           | 日本テレビ系列                | 19:00 - 21:54 | 同時ネット |
| 長崎県         | 長崎国際テレビ（NIB）     | 日本テレビ系列                | 19:00 - 21:54 | 同時ネット |
| 熊本県         | くまもと県民テレビ（KKT） | 日本テレビ系列                | 19:00 - 21:54 | 同時ネット |
| 大分県         | テレビ大分（TOS）         | 日本テレビ系列 フジテレビ系列 | 19:00 - 21:54 | 同時ネット |
| 鹿児島県       | 鹿児島読売テレビ（KYT）   | 日本テレビ系列                | 19:00 - 21:54 | 同時ネット |

### ネット配信
2021年春はネット配信が一切行われなかったが、2021年秋からは放送前日より開始された「日テレ系ライブ配信」に対応し、放送後にはTVerにて放送から1週間の見逃し配信も行われ、当番組非ネットの佐賀県・宮崎県・沖縄県でも本番組が視聴できた。

## スタッフ
- 総合演出：古立善之 / 上利竜太、藤森和彦（藤森→2022年秋-）
- ゼネラルプロデューサー：髙橋利之（2022年秋-、以前は総合演出）
- 演出：猪股由太郎（Sp!ce Factory、2023年秋）
- ナレーター：有働由美子 [19]、落合福嗣 [20]、立木文彦[21]、朝倉崇 [22]、やちたえこ[23]
- TM：山口裕司、小椋敏宏、今村公威（山口・今村→2022年秋-）
- SW：村松明、三井隆裕、岡田勇輝（三井→2023年春-、2022年秋はカメラ、岡田→2023年秋）
- カメラ：橋本圭祐、池田純哉、伊藤孝浩（橋本→2023年秋、池田→2022年秋-、伊藤→2021年秋,2023年春-）
- MIX：山田値久、青山禎矢、亘美千子（山田→2023年春-、青山→2022年秋,2023年秋、亘→2021年春,2022年秋,2023年秋）
- VE：天内理絵、佐久間治雄、笈川太（天内→2022年秋-、佐久間→2022年秋,2023年秋、2021年秋は調整、笈川→2023年春-）
- 照明：森脇優月、池長正宏、市川朋樹（森脇→2023年秋、池長→2021年春-2022年秋,2023年秋、市川→2023年春-）
- モニター：ジャパンテレビ（2022年秋-）
- 技術協力：NiTRo、ヌーベルバーグ、東京オフラインセンター（全社→2023年春-、NiTRo→2021年秋-2022年秋はロケ技術、ヌーベル・東京→2022年秋はロケ技術）
- 編集・MA：ヌーベルアージュ（2021年春,2022年秋-）、IMAGICA（2022年秋-）、スタジオヴェルト
- 音効：保苅智子、舛谷佑樹、高取謙、竹中幸治（竹中→2023年秋）
- 美術：茂木大樹（2022年秋-）、三浦昭彦（2023年秋）、高野泰人
- デザイン：熊崎真知子、高井美貴、山根茉子、北村春美、川野悠介（共に2023年秋）
- 大道具：伊集院正幸、赤坂翔、竹村頼（共に2023年秋）
- 電飾：山田美央、武山奈々子、池田大介（共に2023年秋）
- 造園：安澤淳（2023年秋）
- 小道具：森川望実、吉田浩（共に2023年秋）、米山幸市（2022年秋-）
- メイク：奥松かつら（2023年秋）
- TK：木下渚、井崎綾子（共に2022年秋-）、春日千佳子（2022年秋,2023年秋）
- デスク：津下佳子（2022年秋-）、宮沢薫、砂金房枝（共に2023年秋）、田口美和子（2022年秋-）
- 協力：アフロ（2023年春-、2021年春は写真協力）、駒澤大学 村松哲文教授（2023年秋）
- 番組演出：井上将司、関口拓、前川瞳美 / 猪股隆一、河合勇人、田村幸大、中島悟、那須太輔、林雅貴、増田雄太、水嶋陽、宮森宏樹（増田→2022年秋-、中島・水嶋→2023年春-、井上・関口・前川・猪股・河合・田村・那須・林・宮森→2023年秋、関口→2021年春はあなたは小学5年生より賢いの?ブロック演出、2023年春は1億3000万人のSHOWチャンネルブロックディレクター、前川→2022年秋は番組演出、2023年春は1億3000万人のSHOWチャンネルブロックディレクター、田村→2022年秋,2023年春は嗚呼!!みんなの動物園ブロックチーフディレクター、増田→2021年春,秋は総合演出、水嶋→2021年春はTHE突破ファイルブロック演出）
- 番組プロデューサー：貝山京子、末延靖章、國谷茉莉/池山愛奈、一色彩加、大井章生、大倉寛子、笠井知己（ctv）、川口信洋、鬼頭直孝、合田伊知郎、島ノ江衣未、清水真美子、徐真然、清家未来、櫨山裕子、宮崎慶洋、宮本誠臣、吉無田剛（貝山・清水・宮本→2022年秋,2023年秋、川口・合田・宮崎・吉無田→2022年秋-、末延・國谷・池山・一色・大井・大倉・笠井・鬼頭・島ノ江・徐・清家・櫨山→2023年秋、國谷→2021年春はニノさんブロック・P、2021年秋-2022年秋はプロデューサー、國谷・一色・川口・合田・宮崎・吉無田→2023年春は出演番組プロデューサー、笠井→2022年秋,2023年春は嗚呼!!みんなの動物園ブロックプロデューサー、宮本→2021年秋は統轄プロデューサー、宮崎・吉無田→2021年春,秋はプロデューサー）
- 番組チーフプロデューサー：新井秀和、倉田忠明、島田総一郎、田中宏史、松本京子、三上絵里子、山口将人（ytv）、渡邊政次（新井・倉田・田中・松本・三上→2022年秋,2023年秋、2023年春は出演番組CP、島田・山口・渡邊→2023年秋、新井→2021春はTHE突破ファイルブロック統轄プロデューサー、倉田→2021年秋はCP、島田→2021年春はDASHブロック・統轄P、2021年秋-2023年春はCP、渡邊→2022年秋は番組プロデューサー）
- クイズ監修：佐藤孝吉、五味一男、CAMEYO（共に2023年秋、CAMEYO→2023年春は監修）
- 〈嗚呼!!みんなの動物園ブロック〉
  - チーフディレクター：湯浅貴仁（2023年秋）
  - ディレクター：伊藤高史、大山隆浩、小林浩樹、西宮義和/鈴木健太郎、村蔦修太、石山桃果、臼井海月（伊藤・大山・村蔦・石山・臼井→2023年秋、小林→2022年秋,2023年秋、西宮・鈴木→2023年春-）
  - プロデューサー：榎本晃子、宮崎文夫、藤井理絵/伊藤拓也、寺内基子、高取佑、水谷美里（榎本・藤井・伊藤・水谷→2022年秋-、宮崎・寺内→2023年春-、高取→2023年秋）
- 〈世界一受けたい授業ブロック〉
  - チーフディレクター：長井香織、綾部健二、鍋田拓朗/曽我翔（曽我→2022年秋,2023年秋、その他→2023年秋、綾部→2021年春は行列ブロックディレクター）
  - ディレクター：笠原瑠宇久、赤松真徳/土田渉、徳山優翔、平柳信花（共に2023年秋、笠原→2021年春は行列ブロックディレクター）
  - プロデューサー：佐藤なつね、岸野基生、佐々木麻理菜/中村紀史（共に2023年秋、岸野→2021年春はニノさんブロックAD）
- 〈1億3000万人のSHOWチャンネルブロック〉（2021年秋以来）
  - ディレクター：白石公太、佐藤智之、髙橋敦宣、内出有布/安達滉、和田貴文、佐野梓紗、枡村チャンリカ裕美、宮﨑亜沙実、大久保茜、尾崎優太、松本宝佳（共に2023年秋）
  - プロデューサー：岩田真奈美（2021年秋,2023年秋）、古賀絢子（2022年秋-）/小暮美帆、袴田有美（共に2023年秋）
- プロデューサー：天野英明、岩崎小夜子、森有紗（天野・森→2022年秋,2023年秋、岩崎小→2022年秋-、天野→2023年春は総合プロデューサー、岩崎小→2021年春はしゃべくりブロック・P）
- 総合プロデューサー：杉山直樹（2022年秋,2023年秋、2021年春,秋,2023年春はプロデューサー）
- チーフプロデューサー：遠藤正累/矢野尚子（遠藤→2022年秋-、矢野→2023年秋、2022年秋,2023年春はプロデューサー）
- 制作協力：ZION、クリエイティブ30、創輝、Sp!ce Factory（ZION・創輝→2021年春,2022年秋-、クリエイティブ→2023年春-、Sp!ce→2023年秋）
- 製作著作：日本テレビ

### 過去のスタッフ
- 演出：須原翔（2021年春-秋）、熊谷航太郎（2023年春、2022年秋は嗚呼!!みんなの動物園ブロックチーフディレクター）
- ナレーター：平野義和 [24]、林田尚親 [25]、山里亮太（南海キャンディーズ）[26]、服部伴蔵門 [27]、あおい洋一郎 [28]、小林俊夫 [29]、小野賢章 [30]、佐藤賢治 [31]、ラルフ鈴木（日本テレビアナウンサー） [32]、藤田大介（日本テレビアナウンサー）[33]、佐藤真知子（日本テレビアナウンサー）[33]
- 構成：鮫肌文殊、山名宏和、大谷裕一（2021年春）、桜井慎一、小野高義、加藤淳一郎（2021年春,秋）、尾首大樹、成瀬正人（2021年秋）
- TM：新名大作、佐藤勝義（佐藤→2021年秋）、山本聡一、渡邊勇二、保刈寛之（その他→2021年春）
- SW：松嶋賢一、安藤康一（安藤→2021年秋）、津野祐一、米田博之（その他→2021年春）
- カメラ：中村佳央、高木静香、西阪康史（2021年春）、日向野崇（2021年春,秋）、赤澤知弘、佐原陽介、榎本丈之（2021年秋）、横田将宏（2022年秋）
- MIX：小原正広（2021年春）、中村宏美（2021年春,秋）、山口直樹、依田真和、瀧島要介、三石敏生（2021年秋）、瀧健太郎（2023年春）
- 調整：塩原和益、片山雄斗（2021年春）、飯島友美、古手川大（2021年春,秋）、橋詰聖仁、三橋崇弘（2021年秋）
- 照明：小笠原雅登、藤山真緒（2021年春）、小川勉（2021年春,秋）、加藤恵介、仲野貴信、名取孝昌（2021年秋）
- ロケ技術：SWISH JAPAN、DEEP（2021年春）
- 編集・MA：オムニバスジャパン、エスユー（2021年春,秋）
- 音効：加藤つよし、岡田淳一、クォン・ジンホ（2021年春,秋）、中村由紀（2021年春,2022年秋）、古川市郎、鈴木勉（2021年秋）、鶴巻香奈（2021年秋-2022年秋）
- 美術：栗原和也（2021年春）、櫻場千尋、稲本浩（2021年春,秋）、木村武史、葛西剛太（2021年秋）
- デザイン：北村晴美（2021年春）、大住啓介（2021年春,秋）、米津成美、山本莉子（共に2021年秋）、波多野真理、高木智恵子（共に2023年春まで）、松浦なつみ（2022年秋,2023年春）
- 大道具：勝間田志雲（2022年秋）、山本純樹（2023年春）
- 電飾：佐山直也（2022年秋,2023年春）
- メイク：林朋香（2022年秋,2023年春）
- TK：竹島祐子（2021年春）、近藤奈々、塚越倫子、山沢啓子、山岸由佳、石島加奈子（2021年春,秋）、南田めぐみ（2023年春）
- デスク：山中いづみ、酒井しのぶ、難波亜矢、小林祐子、近藤由衣、中原美佳、阿部絵里子（2021年春,秋）、三島あずさ（2021年秋）、木村真由美（2022年秋,2023年春）
- リフォーム監修：谷口陽一（2022年秋）
- 監修：青砥瑞人（DAncing Einstein、2023年春）
- リサーチ：ビスポ、フルタイム（共に2021年秋）
- バーチャルCG：稲葉孝文、中村桂子、日野裕介（稲葉→2021春はヒルナンデスブロック・バーチャルCG、中村・日野→2021年秋）
- アーカイブ：瀧下亮哉、大塚祐輝、引田裕人（瀧下→2021年秋、大塚・引田→2021春はヒルナンデスブロック・アーカイブ）
- イラスト：グレートインターナショナル、murahiro（2021年春）
- 協力：アメリカン・アンティーク・ワン、(公財)仙台観光国際協会、株式会社パトライト（全員→2023年春）
- 番組演出：内田秀実、小澤龍太郎、五歩一勇治、菅原伸太郎、橋本和明（全員→2022年秋、五歩一→2021年春,秋は総合演出、橋本→2021年春は総合演出）
- 出演番組演出：池谷賢志、狩山俊輔、三浦伸介（2022年秋,2023年春）、大橋邦世、佐久間紀佳、佐藤一（2023年春）
- 出演番組プロデューサー：上田崇博、長田宙、藤森真実、森雅弘（共に2022年秋,2023年春）、枝見洋子、大友有一、河野英裕、滝澤真一郎、田中俊光（共に→2023年春、田中→2021年春はDASHブロック・P、2021年秋はプロデューサー）
- 出演番組CP：石尾純、齊山嘉伸、原司、横田崇（横田以外→2022年秋,2023年春、横田→2023年春）
- 番組プロデューサー：石村修司、荻野哲弘、小林拓弘、武末大作、久道恵、福田一寛、古林茉莉、三觜雅人、森山琢哉（全員→2022年秋、福田→2021年秋は統轄プロデューサー、三觜→2021年春はヒルナンデスブロック・統轄P、2021年秋は統轄プロデューサー）
- 番組CP：小野寺将史（ytv、2022年秋）
- 〈DASHブロック〉（2021年春,秋）
  - 演出：中澤洋貴（2021年春はチーフディレクター）
  - AD：星野波南（2021年春）
  - ディレクター：髙橋順、上村雄一、田川浩子 / 花井理奈子、田中麗奈（花井・田中→2021年春はAD）
  - プロデューサー：切替愛、井手茶智（2021年春はAP）
- 〈超激辛チャレンジグルメブロック〉（2021年春）
  - ディレクター：鈴木往雄／豊村壮輝
  - プロデューサー：渡邊文哉、石川絵里／見留晴絵
- 〈イッテQ!ブロック〉（2021年春,秋）
  - AD：石岡裕將（2021年春）
  - ディレクター：立澤哲也、大矢啓太、長谷川美典 / 工藤博貴、岩井香奈依、坂本郁容、中本冬馬（立澤・長谷川・工藤・岩井・坂本→2021年秋、中本→2021年春はAD）
  - プロデューサー：中村昌哉、吉澤枝里子 / 井島あおい、髙橋容子、森川千理（中村・吉澤・井島・森川・中野→2021年秋、髙橋→2021年春はAP）
- 〈ヒルナンデスブロック〉（2021年春,秋）
  - AD：伊藤杏朱、出原逸、佐竹愛、藤村香里（2021年春）
  - アーカイブ：鈴木渓（2021年春）
  - ディレクター：山田大樹、長岡新、山口大輔、益子さおり、宮本勇佑、八田晃子 / 天野菜美、湯浅香奈、篠葉わかな、土屋真宏（山口・益子・八田・天野・湯浅・篠葉・土屋→2021年秋）
  - プロデューサー：草場千恵（2021年春）、村上剛、米澤敏克、伊藤彰 / 高橋秀与（2021年秋）
- 〈行列ブロック〉（2021年春,秋）
  - AD：田中雄大、西琴美、横山新太、堀尾仁海（2021年春）
  - AP：植木風佳、松形侑香（2021年春）
  - チーフディレクター：大楽和也（2021年春）
  - 演出：中山準士（2021年秋）
  - ディレクター：増田貴也（2021年春）、阿多野淳、吉田陵、金光豪、池田翔、齋藤健太、奈良脩人 / 本間雄二郎、森田新之介、千田野々香、井上恭輔、石井晶子
  - プロデューサー：小島俊一、柳井千晴、金ビンナ（2021年春）、向山典子、竹内加奈子 / 東條いづみ、星野智絵、藤森彩夏（向山・竹内・藤森→2021年秋、東條・星野→2021年春はAP）
- 〈しゃべくりブロック〉(2021年春,秋）
  - AD：白水央人、佐々木啓実（2021年春）
  - AP：横山琢磨、今村真乃美（2021年春）
  - 演出：渡辺学（2021年秋）
  - ディレクター：唐沢宏一、小林亘、諏訪一三、鶴丸瑛子（2021年春）、前田晋平 / 藤口和也、松尾俊哉、宇都宮光、木村明日望（2021年秋）
  - チーフディレクター：熊谷芳子（2021年春）
  - プロデューサー：石原由季子（2021年春）、佐藤理恵 / 杉本ルリ子、原田貴子、三上由貴（佐藤・杉本・三上→2021年秋、原田→2021年春はAP）
- 〈THE突破ファイルブロック〉（2021年春）
  - AD：金子文香、植木友哉
  - AP：落合楓、渋谷七海
  - ディレクター：小倉寛太、上野詩織
  - プロデューサー：佐野正法、藤崎一成、須藤大介
- 〈秘密のケンミンSHOWブロック〉（2021年春）
  - AD：吉村幸一、林田奈都
  - ディレクター：大谷克也、籾山祐樹
  - プロデューサー：沼田賢治
- 〈あなたは小学5年生より賢いの?ブロック〉（2021年春）
  - AD：茂手木絢亮、齋藤史弥
  - AP：阿部友紀、櫻井友紀
  - ディレクター：藁科誠
  - プロデューサー：今井康則、笹木哲、首藤由紀子、柴田泉
  - 番組フォーマット：Mark Burnett©UAMG CONTENT,LLC,All Rights Reserved,instead,of JMBP,LLC,、MGM TELEVISION
- 〈ニノさんブロック〉（2021年春）
  - 演出：石﨑史郎
- 〈笑点ブロック〉（2021年秋）
  - 演出：高木裕司
  - ディレクター：福田拓也、五十嵐くるみ
  - プロデューサー：飯田達哉、山口裕之
- 〈ザ!世界仰天ニュースブロック〉（2021年秋）
  - 総合演出：石田昌浩
  - 演出：山田直子
  - ディレクター：小林真帆
  - プロデューサー：難波容子 / 北村佳子
- 〈名場面ブロック〉（2022年秋）
  - ディレクター：藤野研介/大江真世（全員→2022年秋）
  - プロデューサー：木根奨太（2022年秋）
- 〈嗚呼!!みんなの動物園ブロック〉
  - ディレクター：小﨑育海/吉田文絵、中野瑞保、髙田悠介（共に2022年秋）、河村哲平、竹内遥香/加藤優一、竹内翔（共に2022年秋,2023年春）、鴻巣裕司、勝俣晋、中山健志、島本敬之、菅谷亮介、大西ひかる/湯谷彰人、大塚未結、池田英樹、栗原なみ、中島健、落合理瑚/片倉茜（共に2023年春）
  - プロデューサー：片上瑠美（2022年秋,2023年春）、小坂真由美/小林華織（共に2023年春）
- 〈世界一受けたい授業ブロック〉
  - チーフディレクター：笠間崇（2023年春）
  - ディレクター：松井美保、松谷夢々/山口智教、土屋弘一、澁谷海、菅野友梨、小川智弘、牛木京平/蒲龍太郎、細川大輔（全員→2022年秋）、丸山太嘉志、高野修、山本彩加/大野涼平、中村友美、古積拡也、津田菜々美/河井和佳、平野千夏、吉田知世/佐藤和彦、林洋介、勝部真穂、高橋雄大（全員→2023年春、佐藤→2021年春は秘密のケンミンSHOWブロック演出）
  - プロデューサー：阿河朋子、岩山夏子/菅原優衣/黒川こず枝、千光士希和（全員→2022年秋）、城下直子/大塚明、右京美穂/伊藤隆洋（ytv）、清水紀枝、平光綾（全員→2023年春、伊藤→2021春は秘密のケンミンSHOWブロックP、2022年秋はプロデューサー清水→2021年春は秘密のケンミンSHOWブロックP、平光→2021年春は秘密のケンミンSHOWブロックAP）
- 〈1億3000万人のSHOWチャンネルブロック〉（2021年秋以来）
  - チーフディレクター：鈴木和昭（2022年秋）、渡辺邦宏（2023年春、2022年秋は演出）
  - ディレクター：川上渡、黒川勝功、加藤健太、松尾郁弥、久島拓也/岡田史也、湯本夏輝、井上実祈、長戸あすか/嵐修三郎、南條友香、橋本翔輝、中尾すみれ（全員→2022年秋）、柳田翼/髙橋果歩/木村立志（全員→2023年春）
  - プロデューサー：森下典子/塩水可菜子/安彦真利江、岩井秀行（2022年秋）、影山幸子、海老名和香/髙橋孝平、平山美由紀/沢田健介、円城寺剛、中野静香（全員→2023年春、沢田→2021年春,秋はイッテQ!ブロックP、2022年秋は世界一受けたい授業ブロックブロックP、円城寺・中野→2021年春,秋はイッテQ!ブロックP）
- プロデューサー：横澤俊之（2021年春）、藤井良記（2021年秋）、岩崎広樹（2023年春）
- 統轄プロデューサー：中谷聡（2021年秋）
- チーフプロデューサー：清水星人（2021年春）、川邊昭宏（2021年春,秋）、土屋拓（2021年秋）、江成真二（2021年秋-2023年春）
- 制作協力：セプテンバー、ハウフルス、RUMBLEBEEinc.（2021年春）、日企、極東電視台（2021年春,秋）、てっぱん、ユニオン映画、acro、いまじん、厨子王（2021年秋）、えすと、Call（2022年秋）、AXON（2023年春まで）、MOSQUITO（2023年春）